# Oshare kei
El Oshare Kei (おしゃれ系?) es una subcategoría del Visual Kei que comenzó a aparecer en Japón alrededor del 2001 con bandas como baroque, Kra, Milphinne, Charlotte, Porori, Grimm, entre otras.

## Orígenes
Oshare Kei es una subcategoría del Visual Kei. El término "Oshare" significa "con estilo" o "de moda" dado que el Oshare Kei es una corriente altamente influenciada por la moda.
El Oshare no proviene del Decora como muchos creen, pues su diferencia es que este último busca el mayor número de artefactos puestos, mientras que el Oshare es una tendencia colorida e infantil, con rasgos andróginos, aunque el Oshare y Decora tiene un origen muy cercano. Este estilo urbano japonés, que trata de jóvenes (en su mayoría chicos) que no quieren crecer, y hacen una moda infantil recargándose de infinitos accesorios, colores, muñecos, etc. Sus estilos musicales suelen inclinarse hacia el happy punk y la música electrónica. Algunas bandas que siguen esta tendencia son An Café, LM.C, Himeyuri y Oyuugi Wagamama Dan x PaRADEiS.

## Vestimenta
El Oshare Kei, dentro del Visual Kei, es el sub-estilo menos "extremo" tanto visual como musicalmente, ya que es el más influido por la moda, que suele ir contrastando el negro con colores vivos, dando así una apariencia más alegre e infantil. 
Tienen tendencia a usar distintos estampados a la vez como rayas, escoceses (cuadrillé), cuadros, lunares, etc. Se puede decir que el oshare es el subgénero que utiliza menos maquillaje, ya que en ocasiones es inexistente. 
Los peinados suelen recordar a los personajes de anime o manga (como en cualquier subgénero de visual), casi siempre todo liso con las puntas hacia afuera, y algunos optan por llevar una parte del flequillo decolorada o teñida. 
Ahora además se opta por ropas y peinados más de tipo Lolita, aunque con el toque Oshare, llevando al extremo los adornos y los colores.
Llevan bastantes accesorios como pulseras, muñequeras, collares, gorros, moños, pírsines, cinturones, pinches e incluso se ve un muñeco o pañuelo colgando, siempre dando una apariencia que se deduce como "alegre" si contrastamos con los otros géneros del Visual Kei. Se caracterizan por ser alegres y positivos.
Los colores siempre muy llamativos, tales como morado, rojo, rosa, verde azul, mezclados con negro y blanco. Al igual que en el Decora en el que extranjeros utilizaban otros tonos diferentes a los que se utilizaba en Japón, en el Oshare también podemos destacar una corriente de personas que destacaron por utilizar colores más eléctricos, tanto en la vestimenta como en el cabello. Miles de adeptos fuera del archipiélago nipón se han influenciado en las vestimentas y peinados de este estilo, así como en personajes como Bou (exmiembro de la banda An Cafe) y el resto de los componentes del grupo, como Miku y Kanon. Muchos fanes se hacen famosos por sus cosplays y su parecido a estos.
- Datos: Q278357